# Traductions françaises de William Shakespeare
Présentation de traductions des pièces de William Shakespeare en français. Les années de publications sont indiquées entre parenthèses.

## Un exercice de style
Nombre d'auteurs et d'écrivains anglicistes ont traduit l'œuvre de William Shakespeare en français. Certains ont concentré leurs efforts sur une seule œuvre, d'autres se sont consacrés à la traduction de l'ensemble des pièces du dramaturge. Cet exercice de traduction est régulièrement renouvelé par l'évolution des connaissances sur l'anglais littéraire du XVIIe siècle et par le style personnel, en langue française, des auteurs. Pour Victor Hugo, « Shakespeare est un des poètes qui se défendent le plus contre le traducteur ». L'originalité de Shakespeare, la richesse et la variété de son style, ses nombreuses expressions idiomatiques, locutions à double sens et calembours obligent en effet le traducteur à un travail en profondeur sur sa propre langue pour rendre compte de l'œuvre source.

## Traductions de plusieurs œuvres
Traducteurs spécialisés dans l'œuvre de Shakespeare et ayant traduit au moins dix de ses pièces, ou dirigé leurs traductions.
- Pierre-Antoine de La Place, 10 pièces (en 1745)
- Pierre Letourneur, Shakespeare traduit de l'anglois, en 20 volumes (en 1776-1782)[3]
- François Guizot, œuvres complètes, sur base du travail de Pierre Le Tourneur (en 1821)
- Benjamin Laroche, Œuvres complètes de Shakespeare (en 1839), précédées d'une introduction sur le génie de Shakespeare par Alexandre Dumas
- François-Victor Hugo, œuvres complètes (de 1859 à 1866)[4].
- Émile Montégut, œuvres complètes (en 1867)
- Pierre Messiaen, œuvres complètes (de 1939 à 1943)
- Yves Bonnefoy, traduction d'une quinzaine d'œuvres : Les Poèmes, Les Sonnets et plusieurs pièces (1951-1998)[5],[6].
- Henri Evans et Pierre Leyris, Œuvres complètes[Note 1], édition bilingue en 13 volumes au Club français du livre (de 1954 à 1961)
- Henri Fluchère, œuvres complètes (en 1963)
- Michel Grivelet et Gilles Montsarrat, Œuvres complètes (édition bilingue) de 1995 à 2002 chez Robert Laffont, coll. « Bouquins », en collaboration avec Gabrielle Boulay, Victor Bourgy, Jean-Claude Sallé, Silvère Monod, Jean Malaplate, Léone Teyssandier, Pierre Spriet et Louis Lecocq[Note 2].
- Jean-Michel Déprats, Œuvres complètes, édition bilingue en 8 volumes publiés de 2002 à 2021 dans la Bibliothèque de la Pléiade[7],[Note 3].
- André Markowicz, Œuvres complètes, en cours de publication depuis 1997 aux éditions Babel, puis depuis 2003 Les Solitaires intempestifs[Note 4]. Le roi Lear a été traduit par Françoise Morvan ; Le Songe d'une nuit d'été en collaboration avec Françoise Morvan.

## Traductions ponctuelles
(Liste non exhaustive)
- Voltaire, Brutus, la mort de César (1731)
- Jean-François Ducis, Hamlet (1769), Roméo et Juliette (1772), Le Roi Lear (1783), Othello ou le Maure de Venise (1788).
- Alfred de Vigny, Roméo et Juliette (1828), Le Marchand de Venise (1828) et Othello ou le Maure de Venise (1829)
- Alexandre Dumas, Hamlet prince de Danemark (1847), Roméo et Juliette (1865 demeurée inédite jusqu'en 1976)
- George Sand, Comme il vous plaira (1856)
- Jean Richepin, Macbeth (1884)
- Marcel Schwob et Eugène Morand, La Tragique histoire d'Hamlet, (1899)[8]
- Marcel Schwob, Macbeth, 1902
- Pierre Loti et Emile Vedel, Le Roi Lear (1904)
- André Gide, Antoine et Cléopâtre (1921) et Hamlet (1944)
- Jules Supervielle, Le Songe d'une nuit d'été
- Marcel Pagnol, Hamlet (1947)[9]
- Pierre Jean Jouve, Roméo et Juliette (1955), Sonnets (1955), Macbeth (1959), Othello ou le Maure de Venise (1961)
- André du Bouchet, Henri VIII (1962, Club français du Livre), La Tempête (1963, Mercure de France)
- Jean-Louis Curtis[10], Le Roi Lear (1965)
- Bernard-Marie Koltès, Le Conte d'hiver, (1988)
- Jean Grosjean, Le Marchand de Venise (1994)[11]
- Olivier Cadiot : Richard II (Shakespeare)[12] en 2010 chez POL, Le Roi Lear[13] édité che POL en 2022, La Nuit des rois[14] chez POL en 2018 chez POL, Sonnets (Shakespeare)[15] chez POL en 2010.

## Ouvrages collectifs
La Bibliothèque de la Pléiade a publié en 1959 les œuvres complètes de Shakespeare en deux volumes, avec un avant-propos d'André Gide et des traductions notamment de Pierre Jean Jouve, Jacques Copeau, Jules Supervielle et François-Victor Hugo. Depuis 2002, la Pléiade publie une nouvelle traduction des œuvres complètes par Jean-Michel Déprats.